# پیشینه دوچرخه

فرگشت(سیر تکامل) دوچرخه

این وسیله در ابتدایی‌ترین شکل در ۲۳۰۰ سال قبل از میلاد مسیح در کشورهایی همچون چین، مصر و هند دیده و روی دیوار غارها نیز اشکالی از آن موجود است . لفظ دوچرخه در زبان انگلیسی از کلمه یونانی KYKLOS گرفته شده و بعدها این ریشه یونانی در زبان لاتین به کلمه BICYCLE تبدیل شد . کلمه پیشوند BI به معنای عدد دو و کلمه پسوند CYCLE به معنی دایره است . اولین دوچرخه شناخته شده رسمی در تاریخ این وسیله "سله ریفر" نام دارد که از دو طوقه چوبی تشکیل شده و با استفاده از پاها در حالتی شبیه به راه رفتن این وسیله را به طرف جلو و عقب هدایت میکرده‌اند .